# Marpissa minor
Marpissa minor là một loài nhện trong họ Salticidae.
Loài này thuộc chi Marpissa. Marpissa minor được Frederick Octavius Pickard-Cambridge miêu tả năm 1901.